# Лук'янівка (Київ)
Лук'я́нівка — історична місцевість у Шевченківському районі міста Києва між вулицями Дегтярівською і Загорівською, Кмитовим і Бабиним ярами. Лук'янівська площа є центральною площею місцевості. На ній розташований Лук'янівський ринок. Лук'янівське кладовище розташоване між Лук'янівкою і Сирцем. Головні вулиці: Січових Стрільців, Юрія Іллєнка, Глибочицька, Чорновола.

## Історія
На жаль, стаціонарні археологічні дослідження тут ніколи не здійснювалися, але маємо ще з XIX ст. численні повідомлення про випадкові знахідки на Лук’янівському плато окремих речей, монет і скарбів римського та давньоруського часу. За деякими даними у східній частині плато (Татарка) існував давньоруський могильник.
Дещо південніше від Татарки тривалий час зберігалися залишки давніх валів, котрі обстежувалися ще наприкінці XIX ст. В.В. Хвойкою На великому мисі Лук’янівського плато - горі Юрковиці у 1965 р. Є.В. Максимовим, під час її зриття, частково досліджено поселення зарубинецької культури, укріплене городище VIII-IX ст. та могильник [Толочко, 1970, с. 47].

Інформація про археологічні пам’ятки давньоруського часу, виявлені на Лук’янівському плато, хоча і уривчаста, але досить численна. На її підставі ще наприкінці XIX ст. відомим києвознавцем М.І. Петровим було зроблено припущення, що до кінця IX ст. головний містоутворюючий центр Києва знаходився саме тут і лише згодом, внаслідок зміни загальної соціально-політичної ситуації, він зміщується на Замкову і Старокиївську гору [Петров 1897, с. 7-9].
- 1700-1800 — місцевість Лук'янівка на плані Києва[2] XVIII ст., біля верхів'їв струмків Глибочиця та Скоморох. Тут проходив Старий Житомирський шлях - східна частина транс-європейської Королівської дороги Via Regia.
- 1824 — згаданий хутір київського золотаря С. Стрельбицького у передмісті Лук'янівки
- Заселення місцевості почалося у 30–40-х роках XIX століття. Жителі самостійно захоплювали землі, без документального оформлення. У 1851 році ця місцевість офіційно увійшла до меж міста. Стару забудову було повністю знищено на початку 1980-х років.
- 1863 — відкрито Лук'янівський тюремний замок
- 1871 — започатковане Лук'я́нівське кладовище та будівництво церкви Феодора Освяченого
- 1872 — брати Чоколови відкрили в долині Глибочиці винокурно-дріжджовий завод, один з найбільших в тогочасному Києві
- 1885 — коштом родини Бродських споруджено перші цегляні корпуси Київської єврейської лікарні, нині — Київська обласна клінічна лікарня № 1
- 1889 — почалася історія садиби О. Більського, якій у 1930-ті роки судилося стати головною урядовою резиденцією України.
- 1892 — відкрито Лук'янівське трамвайне депо, а також механічний завод, який з 1922 року носить ім'я засновника Донецько-Криворізької республіки Ф. Сергєєва (Артема)
- 1900 — засновано Лук'янівський народний будинок, Дегтерьовські доброчинні заклади, Київський кабельний завод
- 1902 — по вулиці Юрія Іллєнка (Київ), 81-2 (колишня — вул. Велика Дорогожицька, 75), відкрито Олексіївський притулок для дітей військових, побудований за проєктом Ієроніма Кітнера, одного з авторів комплексу Політехнічного інституту.
- На розі вулиць Львівської та Новоглибочицької в 2-поверховому цегляному будинку відкрито кінотеатр "Люкс". З 20-х років він увійшов до першої десятки радянських кінотеатрів Києва, отримав назви - спочатку "12-те Держкіно", потім "7-ме Держкіно", а потім "5-те комсомольське звукове кіно". Наприкінці 30-х перейменований на "Комунар".
- 1910 — відкрито трамвайний рух вулицями Глибочицькою та Дмитрівською
- 1911 — на вулиці Дегтярівській споруджено Луцькі казарми
- 1912 — по  вулиці Юрія Іллєнка (Київ), 81 (колишня — вул. Велика Дорогожицька, 75), відкрито Шосту київську гімназію, зведену за проєктом Олександра Кобелєва.  З 1953 по 1999 рік будівлі належали КВІРТУ. При гімназії була 7-ма земська лікарня (зараз у цьому приміщенні знаходиться Державна кримінально-виконавча служба України - раніше Державна пенітенціарна служба України.
- 1913 — Перша Всеросійська спортивна олімпіада на Спортивному полі. Майбутнім академіком Миколою Кащенком на вул. Дорогожицькій засновано Акліматизаційний сад.
- З часу Першої Світової війни до початку 60-х років довкола Дегтярівської вулиці пролягали розгалужені залізничні колії та існувала вантажна станція. Після їх ліквідації тут було прокладено трамвайну лінію до житлового масиву Відрадний
- 1932 — на вулиці Загородня середня засновано автобронетанкові майстерні Київського військового округу, на базі яких з 1945 року було створено Київський мотоциклетний завод..
- кінець 30-х років — засновано стадіон "Старт"
- 1946 — У зв'язку з впорядкуванням проїзду по магістральних вулицях Велика Житомирська, Львівська, Дорогожицька, Осіївська та зняття з них трамвайних колій, уздовж колишнього русла річки Скоморох було прокладено трамвайну лінію маршруту № 4
- 1947 — 6 листопада відкрито рух тролейбусів за маршрутом № 4: Урядова пл. — вул. Новоовруцька. У 50-ті роки тролейбусні лінії продовжено до Сирця та Куренівки, а згодом також вулицею Чорновола.
- 1982 — на місці знесеного кінотеатру "Комунар", з нагоди 1500-річчя Києва, відкрито кінотеатр «Київська Русь» — тоді найбільший кінотеатр України та один з найбільших у Європі.
- 1986 — на місці Акліматизаційного саду академіка Кащенка за проектом Ігоря Шпари споруджено будівлю Київської вищої партійної школи при ЦК КПУ
- 1997 — відкрито станцію метро "Лук'янівська" та перший в Україні ресторан мережі МакДональдз